# Atypischer Gesichtsschmerz
Der atypische Gesichtsschmerz, auch anhaltender idiopathischer Gesichtsschmerz genannt, ist eine Ausschlussdiagnose, die in den 1920er Jahren eingeführt wurde, um eine Unterscheidungsmöglichkeit zwischen der Trigeminusneuralgie und anderen Schmerzformen im Gesicht-Schädelbereich zu haben. Es handelt sich dabei um einen Schmerz, der kontinuierlich vorhanden ist, einen dumpf-drückenden Charakter aufweist und meist einseitig auftritt.

## Epidemiologie
- Frauen sind häufiger als Männer betroffen
- Häufigkeitsgipfel: mittleres Lebensalter
- Bei Betroffenen werden gehäuft eine depressive Verstimmung, eine Tendenz zur Somatisierung, Zwanghaftigkeit und Ängstlichkeit gefunden.

## Symptome
Entsprechend der Kriterien der International Headache Society (IHS, Klassifikation 1988) wird das Vorliegen der folgenden Kriterien zur Diagnosestellung gefordert:
- keine organische Läsion nachweisbar
- täglich auftretender Schmerz, der den größten Teil des Tages vorhanden ist
- Schmerz ist einseitig in einem umschriebenen Gebiet lokalisiert
- dumpf-drückender Charakter
- keine Gefühlsstörungen oder andere neurologische Defizite vorhanden
- apparative Untersuchungen des Gesichtsbereichs sind unauffällig

Der Schmerz kann im Verlauf der Erkrankung die Seite wechseln oder beidseitig auftreten. Es handelt sich um einen Dauerschmerz, der sehr häufig im Bereich des Oberkiefers, des Auges, der Nase und der Stirn lokalisiert ist. Nachts sind die Betroffenen meist verschont, das heißt, der Schmerz stört den Schlaf nicht. Definitionsgemäß können einschießende Schmerzen und Triggerpunkte (wie bei der Trigeminusneuralgie) nicht vorhanden sein.

## Pathogenese
Die Pathogenese ist unklar, nicht zuletzt, weil sich hinter dieser Diagnose verschiedene Schmerzsyndrome versammeln. Es bestehen folgende Hypothesen zur Pathogenese:
- psychogene Ursache (Lascelles et al., 1996; Feinmann et al., 1984)
- Verletzung terminaler Nerven nach multiplen ausgedehnten Operationen im HNO- und MKG-Bereich.
- Nach lokalen operativen Eingriffen kann sich die atypische Odontalgie entwickeln, bei der ein dem Phantomschmerz entsprechender Pathomechanismus vermutet wird (Türp et al., 2001).
- Atypischer Gesichtsschmerz als Teil eines generalisierten Schmerzsyndroms.

## Differentialdiagnose
Es müssen alle anderen Ursachen eines Schmerzsyndroms im Gesicht ausgeschlossen werden. Der atypische Gesichtsschmerz stellt (lediglich) eine Ausschlussdiagnose dar.

## Therapie
Es können keine Empfehlungen ausgesprochen werden, die auf hoher Evidenz basieren. Folgendes Wissen um eine optimale Therapie spiegelt den aktuellen Stand der Dinge wider:
- Chirurgische Eingriffe können zu einer Verbesserung der Schmerzsymptomatik führen, wenn z. B. intrakranielle Gefäße mit Nervenbahnen durch Vernarbungen verwachsen sind z. B. infolge von Entzündungen.
- Wirksam sind oft Antikonvulsiva wie Carbamazepin, Oxcarbazepin, Gabapentin oder Pregabalin
- Trizyklische Antidepressiva wie zum Beispiel Amitriptylin sind oft sehr hilfreich.
- Verhaltenstherapeutische Verfahren werden empfohlen. Ziel: Abbau von Ängsten und Erreichen einer realistischen Einschätzung der Schmerzqualität sowie Schmerzbewältigung (Paulus et al., 2002).